# Arch Enemy
Arch Enemy (englisch für „Erzfeind“) ist eine schwedische Melodic-Death-Metal-Band, die 1996 in Halmstad gegründet wurde. Ihre Gründungsmitglieder waren Michael Amott, Johan Liiva und Christopher Amott, die bereits bei Bands wie Armageddon, Carnage oder Carcass mitwirkten.
Ihr Markenzeichen ist u. a. eine growlende Leadsängerin (seit 2001). Eine solche besitzen sonst nur wenige weitere Bands, darunter Jinjer.
Bislang hat die Band zwölf Studioalben veröffentlicht. Das aktuelle Album Blood Dynasty ist am 28. März 2025 erschienen.

## Bandgeschichte

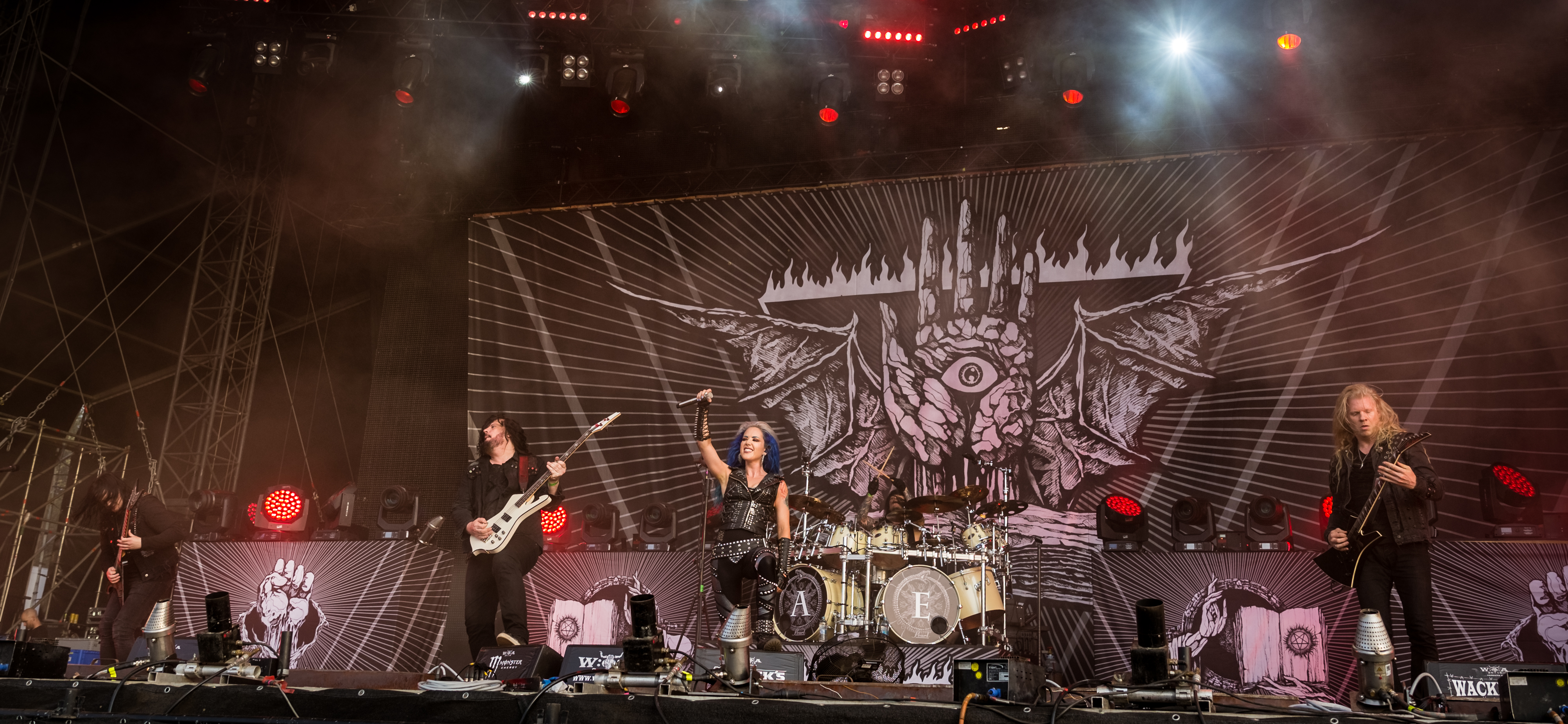
Arch Enemy live beim Wacken Open Air 2018

Arch Enemy entstand 1996 nach dem Ende der Band Carcass, als sich Michael Amott (ex-Carcass und Carnage) und Sänger Johan Liiva (ex-Carnage) mit Christopher Amott (Gitarre) und Daniel Erlandsson (zunächst nur Studio-Schlagzeug) zusammentaten. Das Debütalbum heißt Black Earth und erschien 1996 bei Wrong Again Records. Es war in Japan und Schweden einigermaßen erfolgreich. Danach wechselte die Band zu Century Media. Im Jahr 1998 folgte Stigmata, bei dem Bassist Martin Bengtsson engagiert wurde. Dieses Album war sowohl in Europa als auch in den Vereinigten Staaten erfolgreich. Die Rolle des Bassisten wurde ab Burning Bridges von 1999 durch Sharlee D’Angelo übernommen. Bald danach folgte Burning Japan Live 1999, das ursprünglich nur als Sonderausgabe für Japan geplant war, wegen der Forderungen der Fans allerdings dann doch weltweit veröffentlicht wurde.

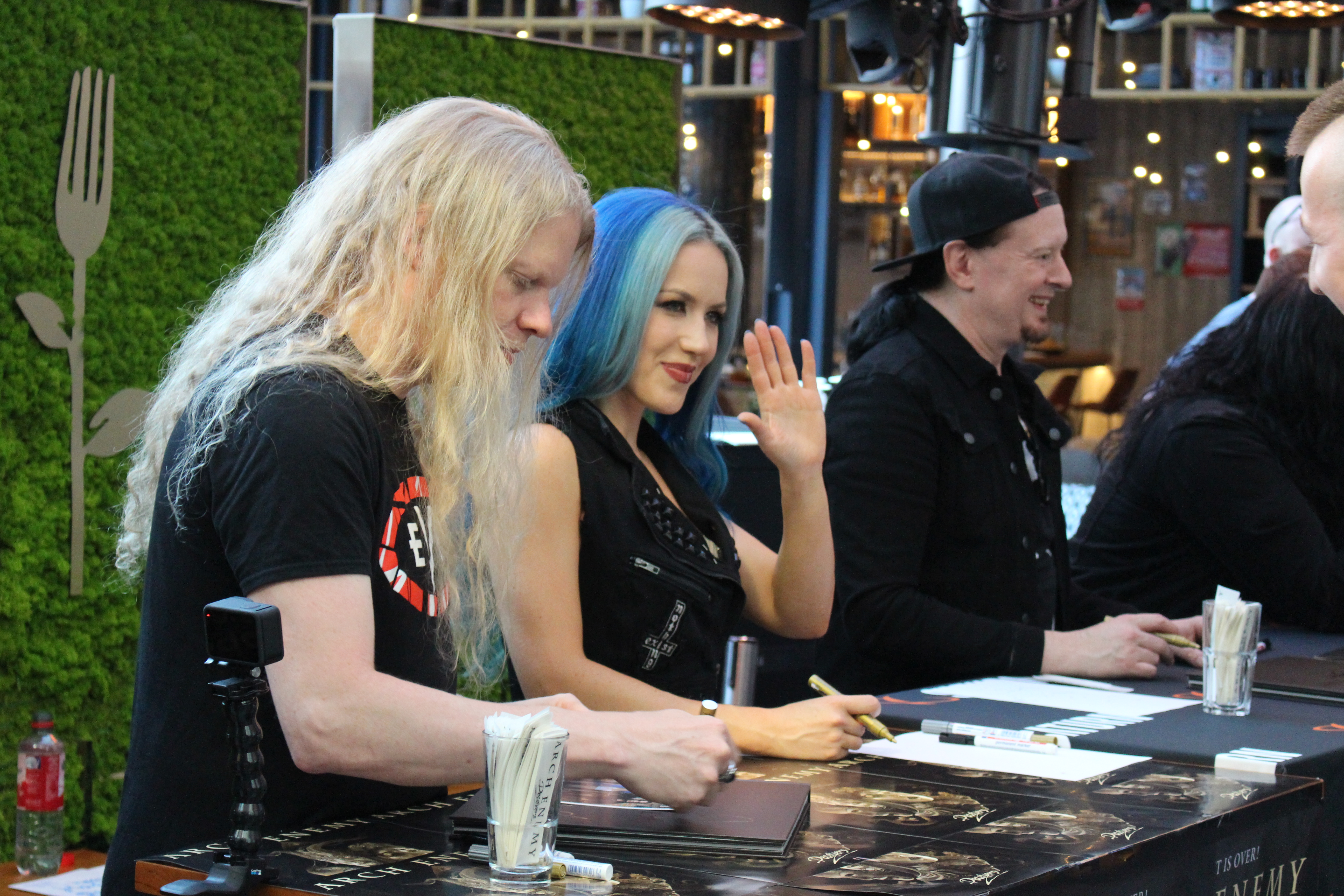
Arch Enemy während einer Autogrammstunde in Frankfurt am Main (August 2022)

Johan Liiva verließ die Band im November 2000, den Gesangspart übernahm seit 2001 die aus Köln stammende Angela Gossow. Angela hatte Michael Amott während eines Interviews, das früher im selben Jahr stattgefunden hatte, ein Demotape übergeben. Sie wurde vom Großteil der Fans positiv aufgenommen, obwohl eine Sängerin für eine Death-Metal-Band ungewöhnlich ist.
Ihr erstes Album mit der Band war Wages of Sin, das Ende 2001 erschien. Im Dezember desselben Jahres spielten Arch Enemy auf dem Beast Feast 2002 in Japan zusammen mit Slayer und Motörhead. 2003 erschien Anthems of Rebellion, dem einige Tourneen folgten. Im November 2004 erschien die EP Dead Eyes See No Future. Nachdem das 2005er Album Doomsday Machine aufgenommen war, nahm sich Christopher Amott eine Auszeit, um sein Studium fortzusetzen. Fredrik Åkesson vertrat ihn. Dieses Album erfuhr starke Heavy-Metal-Einflüsse, was von Arch Enemy auch beabsichtigt war. Für die folgende Tour und den Auftritt beim Ozzfest wurde Åkesson durch den Gitarristen Gus G. (Firewind, Nightrage) ersetzt. Bei dieser Tournee spielten sie in Deutschland zusammen mit Spawn und Trivium.
Ab März 2007 kehrte Christopher Amott wieder zur Band zurück und ersetzte Fredrik Åkesson, der zu Opeth wechselte, an der Gitarre. Danach arbeitete die Band an dem Album Rise of the Tyrant, das am 24. September 2007 veröffentlicht wurde.
Am 25. September 2009 veröffentlichten Arch Enemy ihr Album The Root of All Evil. Die Band hat ausschließlich Songs der ersten drei Alben, auf denen noch der frühere Sänger Johan Liiva zu hören war, mit Angela Gossow neu eingespielt. Am 5. März 2012 verließ Christopher Amott die Band erneut und wurde durch den Arsis-Gitarristen Nick Cordle ersetzt.
Am 17. März 2014 kündigte die Band Alissa White-Gluz als neue Sängerin auf ihrer Facebookseite an, da sich Angela Gossow einem neuen Kapitel in ihrem Leben zuwenden und mehr Zeit mit ihrer Familie verbringen wollte. Gossow blieb der Band jedoch als Business Managerin im Hintergrund erhalten. Gleichzeitig bestätigte Alissa White-Gluz diese Meldung auf ihrer Seite. Sie war bis dato Sängerin der kanadischen Metal-Band The Agonist.
Mit dem 17. November ließ die Band verkünden, dass Gitarrist Nick Cordle die Band verlassen habe. Gleichzeitig wurde bekannt gegeben, dass Jeff Loomis ([Ex-]Nevermore/Conquering Dystopia) ab dem 26. November fortan der Band für alle Tournee- und Konzerttermine bis mindestens Ende 2015 als Gitarrist angehöre.
Das zehnte Studioalbum mit dem Titel Will to Power erschien am 8. September 2017. Es war das erste mit Jeff Loomis.
Am 27. Januar 2022 kündigten Arch Enemy ihr elftes Studioalbum mit dem Titel Deceivers an, das am 12. August 2022 erschien.
Am 29. Dezember 2023 wurde Jeff Loomis´ Ausstieg bekanntgegeben, Ersatz und neues Bandmitglied wurde Joey Concepcion, der bereits 2018 bei einigen Festivals bei der Band ausgeholfen hatte.
Die "Rising From the North" Tour zusammen mit In Flames und Soilwork für 2024 wurde bekanntgeben. Es wird die erste Tour für Joey Concepcion mit der Band.
Am 31. Juli 2024 überraschte Arch Enemy die Fans mit einer noch nicht angekündigten Single und einem Musikvideo Dream Stealer, dem ersten neuen Track seit dem Deceivers-Album im Jahr 2022. Am 4. Oktober 2024 gab die Band bekannt, dass ihr zwölftes Album, Blood Dynasty, am 28. März 2025 erscheinen würde. Die zweite Single des Albums Liars & Thieves wurde auf der Rising from the North-Tour vorgestellt und zusammen mit einem offiziellen Musikvideo am 17. Oktober veröffentlicht. Eine dritte Single, Blood Dynasty, wurde am 27. November 2024 angekündigt und wurde am 4. Dezember 2024 veröffentlicht. Eine Woche nach Abschluss der Rising from the North-Tour starteten Arch Enemy ihre Largo Camino Al Inframundo...-Tour und gaben 18 Shows in ganz Mexiko. Dies war die zweite Tour des Blood Dynasty-Albumzyklus und die umfangreichste Mexiko-Tour ihrer Karriere. Am 25. November 2024 wurde bekannt gegeben, dass Arch Enemy im Oktober und November 2025 Headliner der European Blood Dynasty 2025 Tour sein werden, mit den Vorgruppen Amorphis, Eluveitie und Gatecreeper.

## Diskografie
Studioalben

| Jahr | Titel Musiklabel                         | Höchstplatzierung, Gesamtwochen, AuszeichnungChartplatzierungen (Jahr, Titel, Musiklabel, Platzierungen, Wochen, Auszeichnungen, Anmerkungen) | Höchstplatzierung, Gesamtwochen, AuszeichnungChartplatzierungen (Jahr, Titel, Musiklabel, Platzierungen, Wochen, Auszeichnungen, Anmerkungen) | Höchstplatzierung, Gesamtwochen, AuszeichnungChartplatzierungen (Jahr, Titel, Musiklabel, Platzierungen, Wochen, Auszeichnungen, Anmerkungen) | Höchstplatzierung, Gesamtwochen, AuszeichnungChartplatzierungen (Jahr, Titel, Musiklabel, Platzierungen, Wochen, Auszeichnungen, Anmerkungen) | Höchstplatzierung, Gesamtwochen, AuszeichnungChartplatzierungen (Jahr, Titel, Musiklabel, Platzierungen, Wochen, Auszeichnungen, Anmerkungen) | Höchstplatzierung, Gesamtwochen, AuszeichnungChartplatzierungen (Jahr, Titel, Musiklabel, Platzierungen, Wochen, Auszeichnungen, Anmerkungen) | Anmerkungen                                                                                               |
| Jahr | Titel Musiklabel                         | DE | AT | CH | UK | US | SE | Anmerkungen                                                                                               |
| ---- | ---------------------------------------- | --- | --- | --- | --- | --- | --- | --- |
| 1996 | Black Earth Wrong Again Records          | — | — | — | — | — | — | Erstveröffentlichung: 2. Oktober 1996 Produzent: Michael Amott                                            |
| 1998 | Stigmata Century Media                   | — | — | — | — | — | — | Erstveröffentlichung: 21. März 1998 Produzent: Fredrik Nordström                                          |
| 1999 | Burning Bridges Century Media            | — | — | — | — | — | — | Erstveröffentlichung: 21. Mai 1999 Produzenten: Fredrik Nordström, Michael Amott                          |
| 2001 | Wages of Sin Century Media               | — | — | — | — | — | — | Erstveröffentlichung: 25. April 2001 Produzenten: Fredrik Nordström, Michael Amott                        |
| 2003 | Anthems of Rebellion Century Media       | DE69 (1 Wo.)DE | — | — | — | — | SE60 (1 Wo.)SE | Erstveröffentlichung: 23. August 2003 Produzent: Andy Sneap                                               |
| 2005 | Doomsday Machine Century Media           | DE34 (4 Wo.)DE | AT74 (2 Wo.)AT | — | UK81 (1 Wo.)UK | US87 (2 Wo.)US | SE23 (4 Wo.)SE | Erstveröffentlichung: 26. Juli 2005 Produzent: Rickard Bengtsson                                          |
| 2007 | Rise of the Tyrant Century Media         | DE28 (3 Wo.)DE | AT50 (1 Wo.)AT | CH65 (1 Wo.)CH | — | US84 (2 Wo.)US | SE20 (1 Wo.)SE | Erstveröffentlichung: 24. September 2007 Produzenten: Fredrik Nordström, Michael Amott, Daniel Erlandsson |
| 2011 | Khaos Legions Century Media              | DE15 (3 Wo.)DE | AT37 (1 Wo.)AT | CH41 (2 Wo.)CH | — | US78 (1 Wo.)US | SE25 (4 Wo.)SE | Erstveröffentlichung: 30. Mai 2011 Produzent: Rickard Bengtsson                                           |
| 2014 | War Eternal Century Media                | DE9 (5 Wo.)DE | AT13 (4 Wo.)AT | CH16 (4 Wo.)CH | UK85 (1 Wo.)UK | US44 (2 Wo.)US | SE40 (2 Wo.)SE | Erstveröffentlichung: 4. Juni 2014 Produzenten: Michael Amott, Staffan Karlsson                           |
| 2017 | Will to Power Century Media (Sony Music) | DE3 (4 Wo.)DE | AT6 (3 Wo.)AT | CH5 (5 Wo.)CH | UK37 (1 Wo.)UK | US90 (1 Wo.)US | SE11 (1 Wo.)SE | Erstveröffentlichung: 8. September 2017 Produzenten: Michael Amott, Staffan Karlsson, Daniel Erlandsson   |
| 2022 | Deceivers Century Media (Sony Music)     | DE2 (7 Wo.)DE | AT2 (3 Wo.)AT | CH1 (8 Wo.)CH | UK80 (1 Wo.)UK | — | SE9 (2 Wo.)SE | Erstveröffentlichung: 12. August 2022 Produzent: Jacob Hansen                                             |
| 2025 | Blood Dynasty Century Media (Sony Music) | DE3 (3 Wo.)DE | AT1 (2 Wo.)AT | CH5 (3 Wo.)CH | — | — | SE6 (… Wo.)SE | Erstveröffentlichung: 28. März 2025                                                                       |